# MYOZ1
MYOZ1‏ (Myozenin 1) هوَ بروتين يُشَفر بواسطة جين MYOZ1 في الإنسان.